# Головинський Гай Петрович
Гай Петрович Головинський (нар. 22 березня 1926 — пом. 8 квітня 1945) — молодший сержант Робітничо-селянської Червоної Армії, учасник німецько-радянської війни, Герой Радянського Союзу (1945).

## Біографія
Гай Головінський народився 22 березня 1926 року в селі Успенка Буринського району Сумської області Української РСР у селянській родині. Закінчив сім класів школи. У жовтні 1943 року Головінський був призваний на службу в Робітничо-селянську Червону Армію. Навчався в полковій школі. З січня 1944 року — на фронтах Великої Вітчизняної війни. Брав участь у боях на Центральному і 3-му Білоруському фронтах. До весни 1945 року молодший сержант Гай Головінський командував відділенням 690-го стрілецького полку 126-ї стрілецької дивізії 43-ї армії 3-го Білоруського фронту. Відзначився під час штурму Кенігсберга.
Під час боїв за Кенігсберг 8 квітня 1945 року відділення Головінського знищило близько 30 і взяло в полон понад 75 солдатів і 3 офіцерів противника. Особисто знищив три вогневі точки. У той день Головінський загинув. Похований у братській могилі в Калінінграді.
Указом Президії Верховної Ради СРСР від 19 квітня 1945 року за мужність і відвагу, проявлені при штурмі Кенігсберга молодший сержант Гай Головінський посмертно був удостоєний високого звання Героя Радянського Союзу. Також був нагороджений орденом Леніна і медаллю. 

## Пам'ять

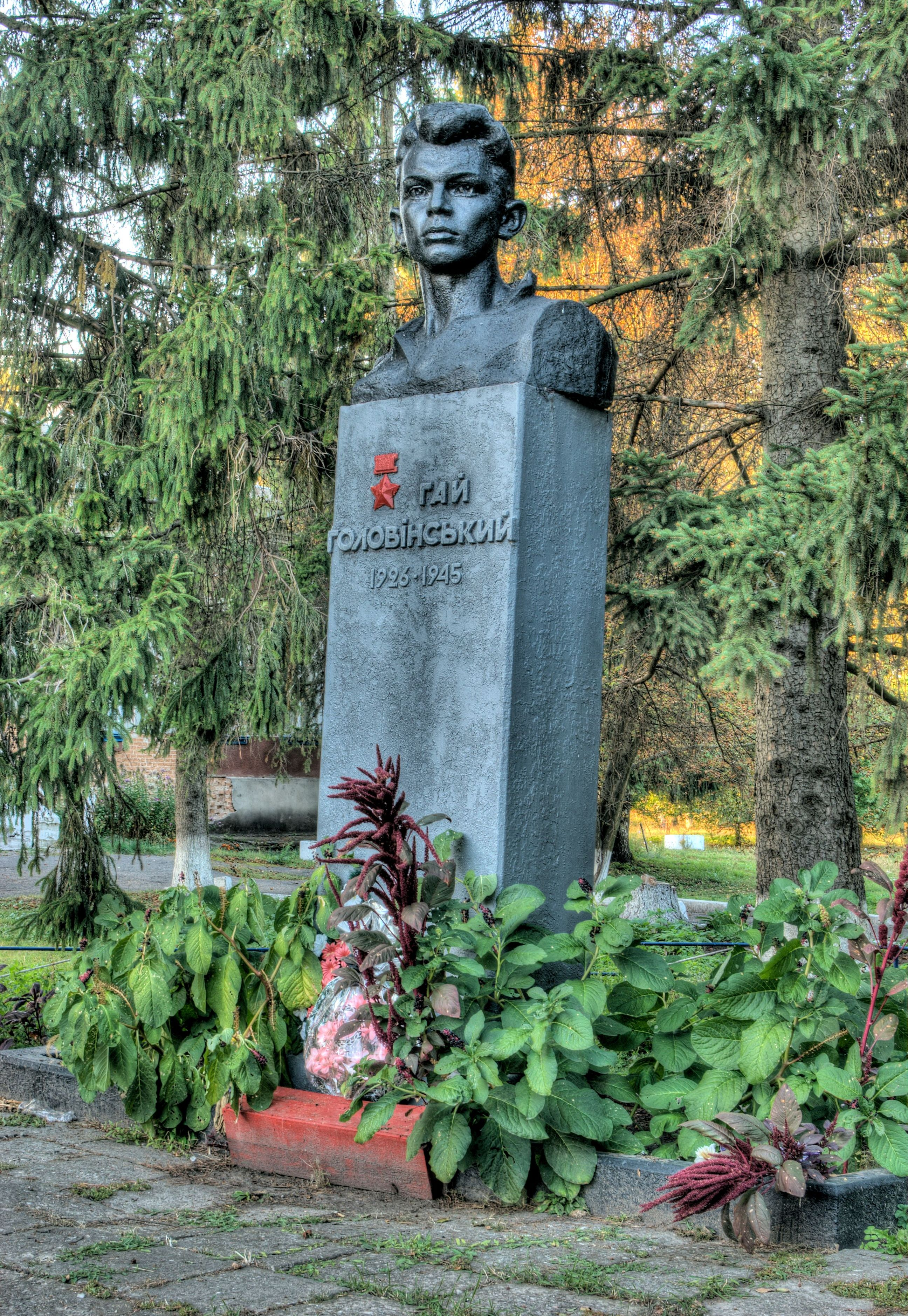
погруддя.

На честь Головінського названа  вулиця в Бурині, риболовецький траулер, середня школа в його рідному селі, на подвір'ї якої встановлене його погруддя.